# Concevreux
Concevreux ist eine französische Gemeinde mit 260 Einwohnern (Stand: 1. Januar 2022) im Département Aisne in der Region Hauts-de-France. Sie gehört zum Arrondissement Laon und zum Kanton Villeneuve-sur-Aisne.

## Geographie
Die Gemeinde Concevreux liegt an der Aisne und am Aisne-Seitenkanal an der Grenze zum Département Marne, 16 Kilometer nordwestlich von Reims. Umgeben ist Concevreux von den Nachbargemeinden Pontavert und Chaudardes im Norden, Roucy im Osten, Ventelay im Süden, Meurival und Muscourt im Südwesten, Maizy im Westen sowie Cuiry-lès-Chaudardes im Nordwesten.

## Bevölkerungsentwicklung
| Jahr                       | 1962 | 1968 | 1975 | 1982 | 1990 | 1999 | 2010 | 2021 |
| -------------------------- | ---- | ---- | ---- | ---- | ---- | ---- | ---- | ---- |
| Einwohner                  | 173  | 170  | 167  | 152  | 159  | 201  | 259  | 260  |
| Quellen: Cassini und INSEE |      |      |      |      |      |      |      |      |

## Sehenswürdigkeiten

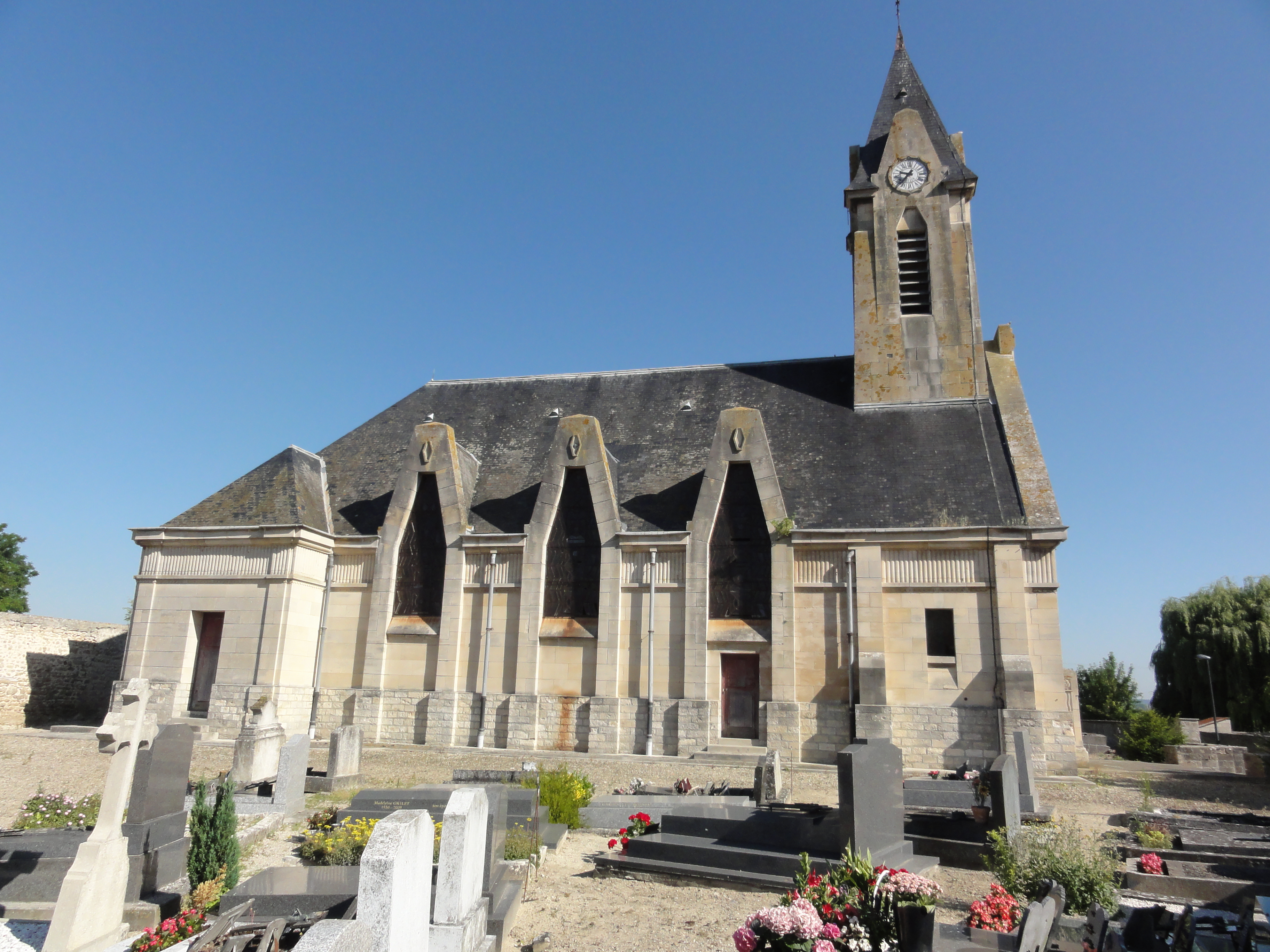
Kirche Saint-Pierre-et-Saint-Paul
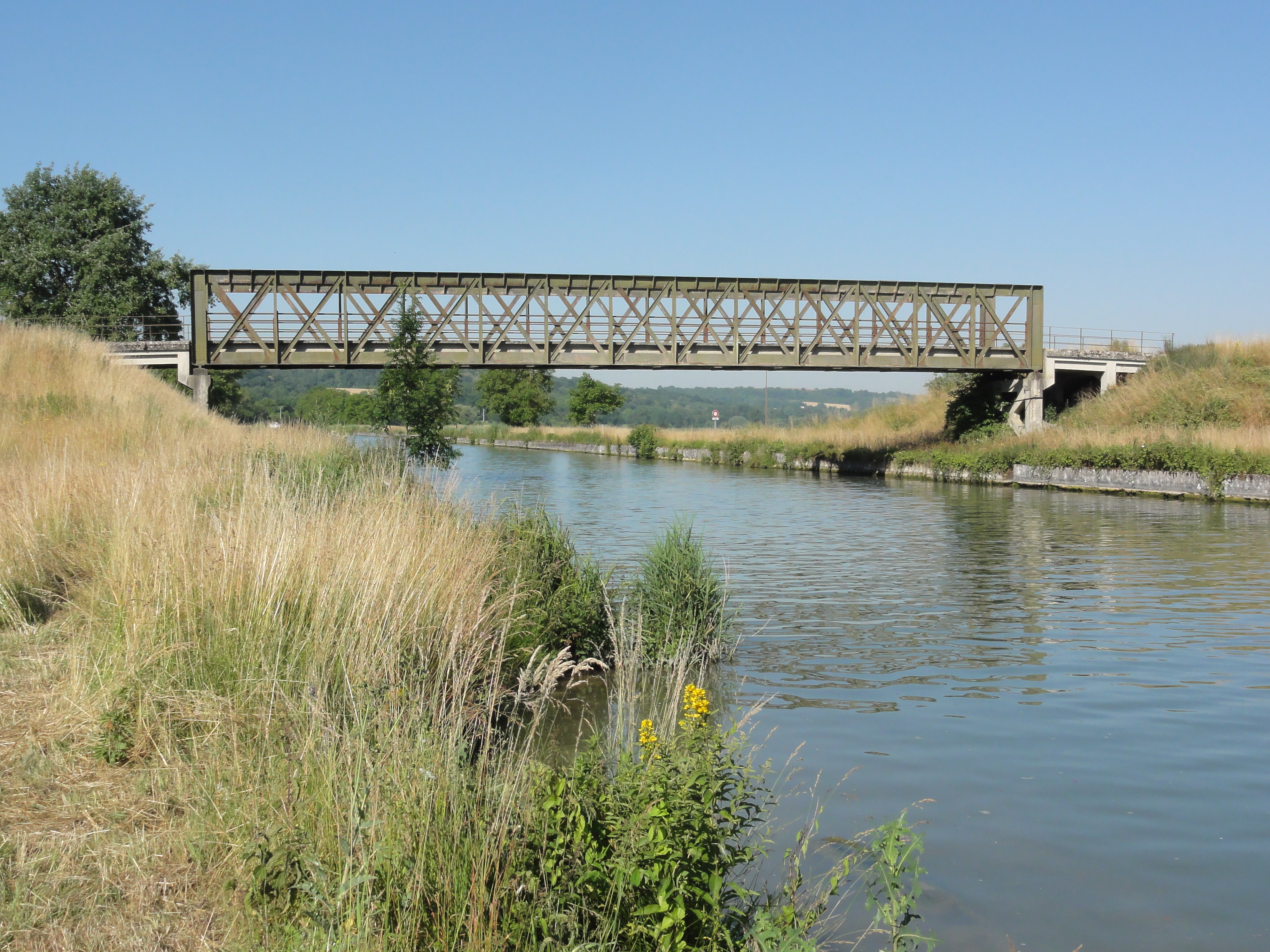
Brücke über den Aisne-Seitenkanal

- Kirche Saint-Pierre-et-Saint-Paul
- Brücke über den Aisne-Seitenkanal